# 砧公園
砧公園（きぬたこうえん）は、東京都世田谷区に所在する東京都立公園である。本記事では住所表記上の町丁名としての「砧公園」についても述べる。
サクラの花見の名所として有名である。周辺の自治体にある小学校、幼稚園からも児童が遠足で訪れる。
園内には世田谷区立世田谷美術館もある。また、気象庁のアメダス雨量計が設置（東名高速道路を挟んだ南側の岡本一丁目39番地東端）されている。園内中央を谷戸川が貫く。

## 概要
- 所在地：東京都世田谷区砧公園
- 沿革：前身は、紀元2600年記念事業として都市計画決定された大緑地。戦中は防空緑地。戦後は1949年に野球場・野営場が、1955年12月5日には都営ゴルフ場（東京都砧ゴルフ場）が開設された[5]（1966年廃止）[6][7]。
- 開園：1957年4月1日[6]
- 面積：391,262.26 m2[6]

## 歴史
1966年5月5日より緑地の一部をファミリーパークとして開園した。当時の開園時間は午前9時から午後4時30分で夜間立入禁止であった。1970年代には、東京における暴走族の大規模な集結地の一つとなっていた。

## ゾーン・施設
- 砧公園サービスセンター
- 砧ファミリーパーク：サイクリングコースの内側がファミリーパークとされ、自転車の乗り入れや犬などペットの連れ込みは禁止されている。
- バードサンクチュアリ：ファミリーパークの西側に位置する。
- 野球場
- ミニサッカー場
- サイクリングコース
- アスレチック広場
- 世田谷区立世田谷美術館：用賀駅から美術館への道標がたぬきの形をしている。
- フランス料理レストラン「ル・ジャルダン」（美術館内）

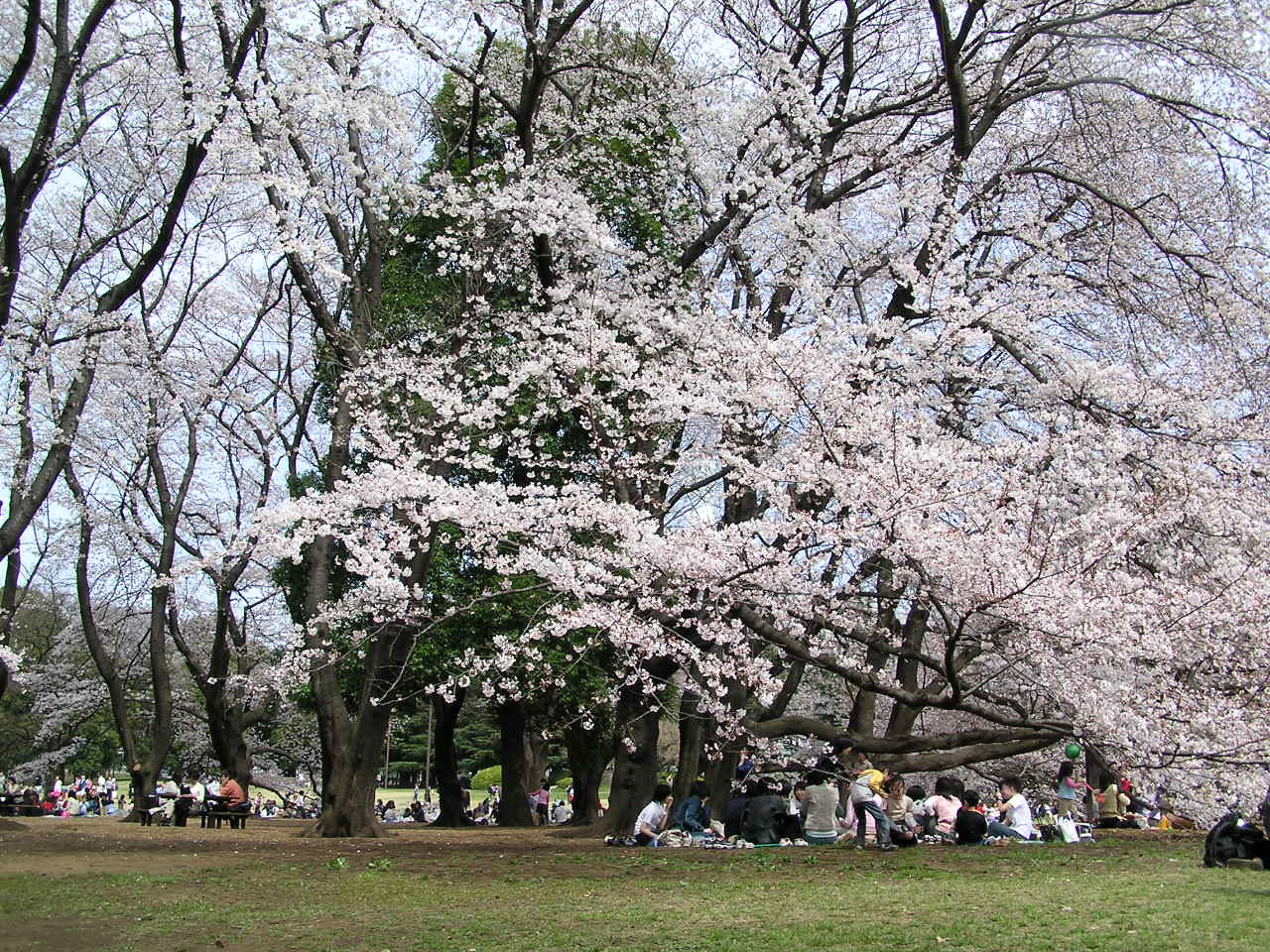
春の砧公園。花見客で賑わう。
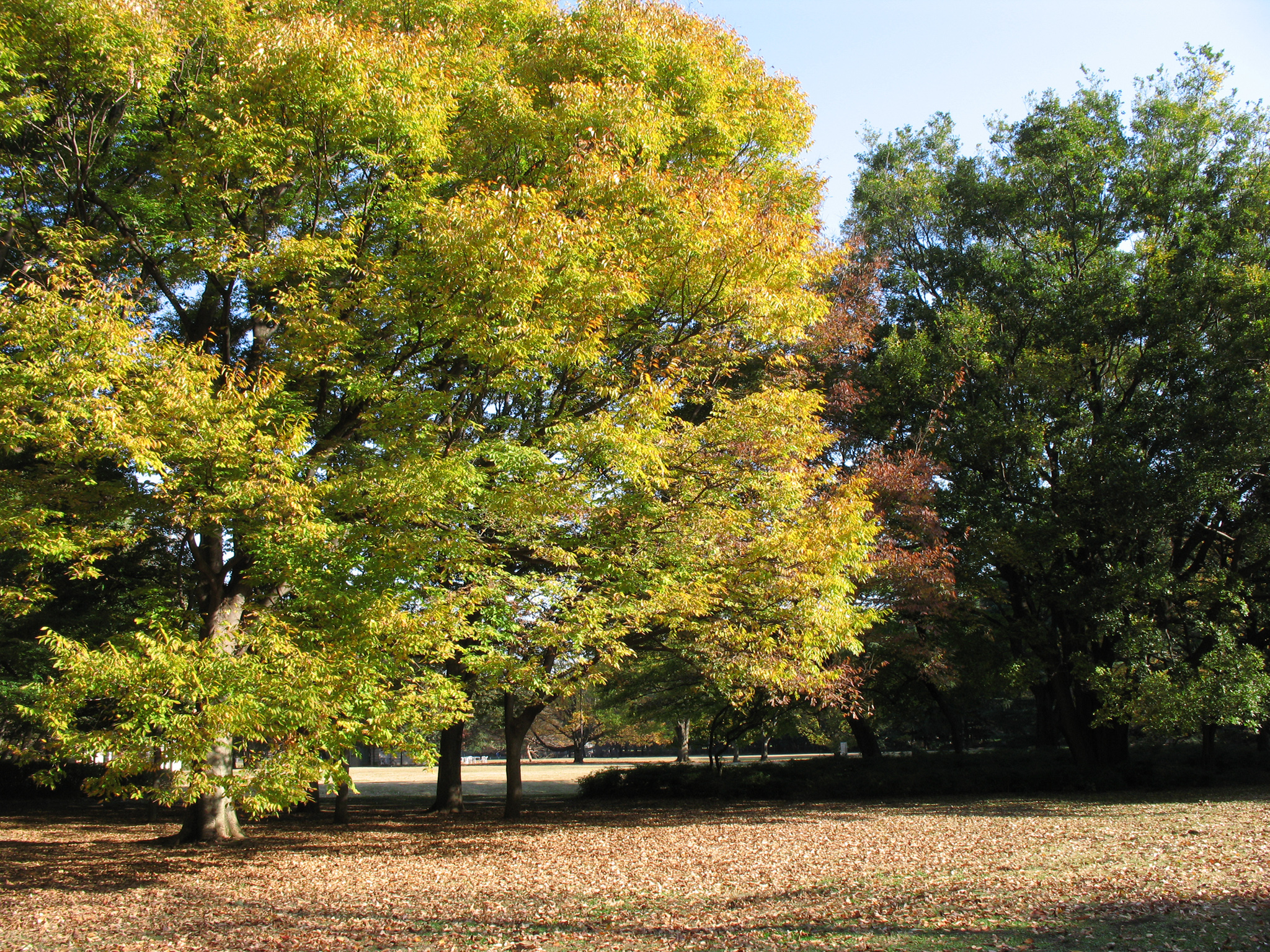
秋の砧公園。
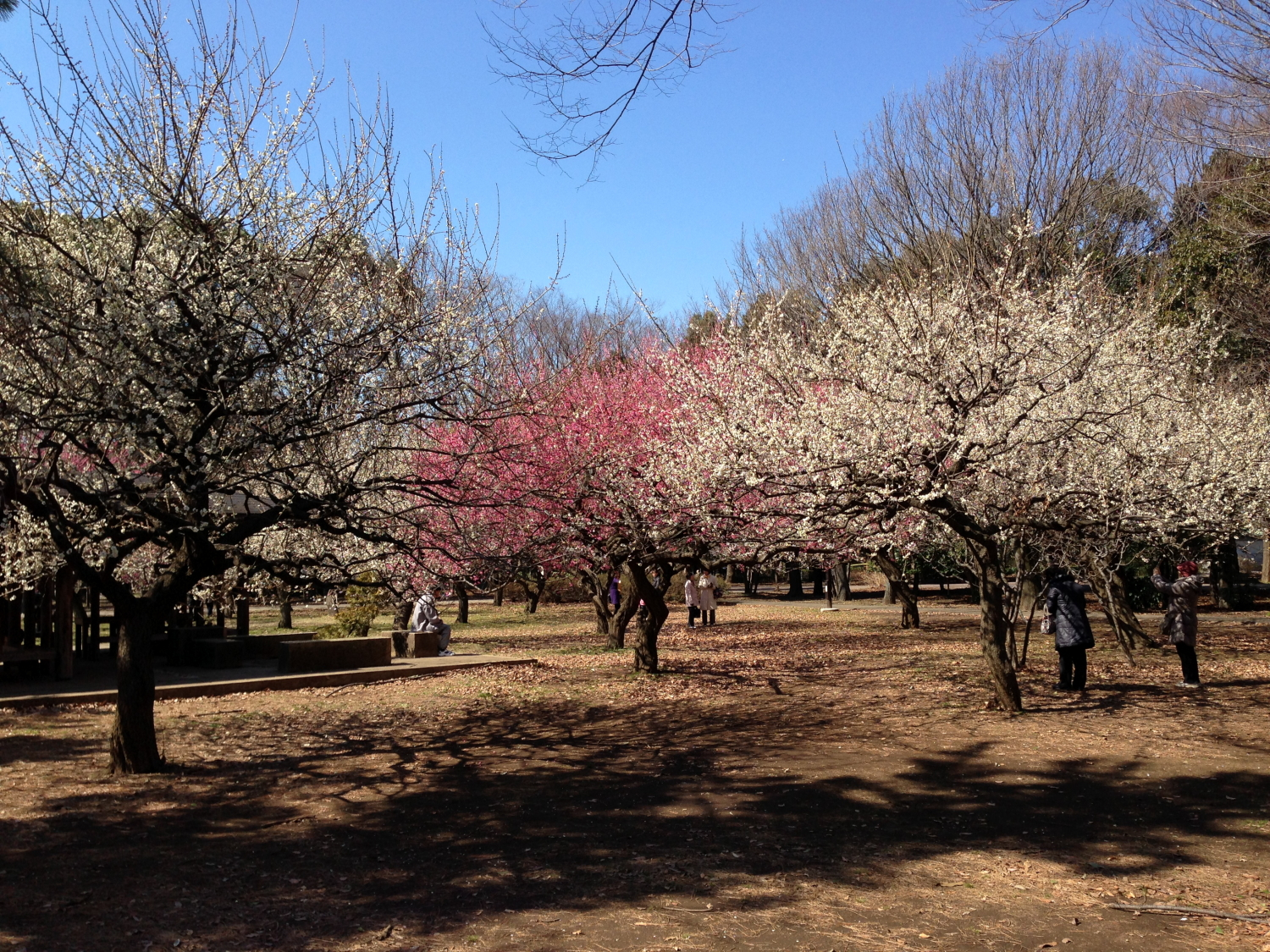
冬の砧公園。2月は梅の見頃。

## 町域としての砧公園

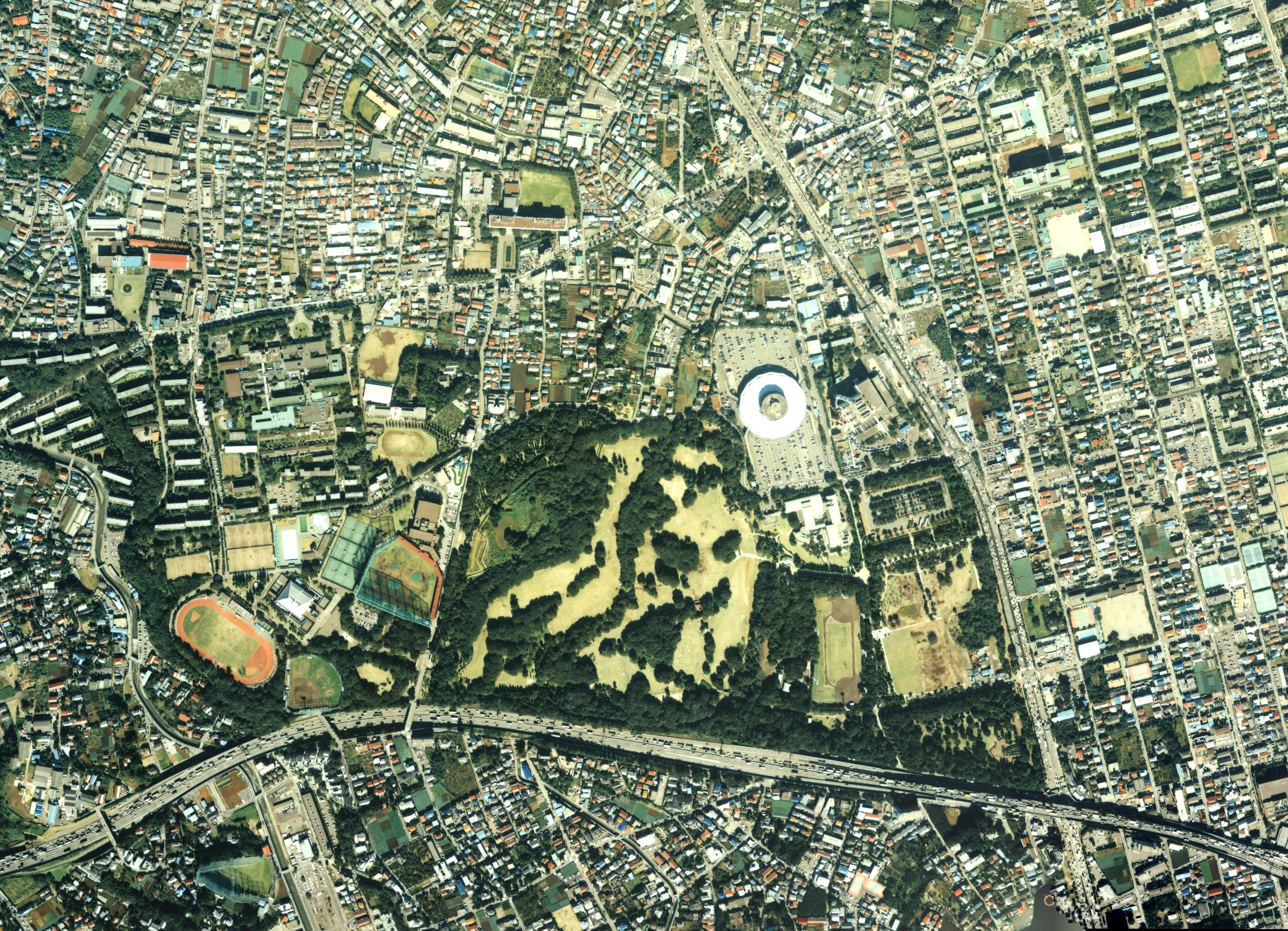
砧公園周辺の空中写真。公園の東側を南北に環八通り、南側を東西に東名高速道路が走る。1989年撮影の2枚を合成作成。
。

砧公園一帯は住居表示の実施により「砧公園」という町名になっている。

### 行政管轄
- 郵便番号：157-0075
- 所轄警察署：成城警察署
- 所轄消防署：成城消防署
- 所轄郵便局：成城郵便局

### 町域の変遷
- もともとの区画は、東京府荏原郡瀬田村および用賀村、神奈川県北多摩郡大蔵村、鎌田村、横根村[10]および岡本村であった。
- 1889年にそれぞれ荏原郡玉川村大字瀬田および大字用賀、北多摩郡砧村大字大蔵、大字鎌田および大字岡本になり、その後砧村が東京府に編入される。
- 1932年10月1日、荏原郡玉川村が東京市世田谷区に編入される。
- 1936年10月1日には砧村も同区に編入される。この時点での町名は、東京都世田谷区玉川瀬田町、玉川用賀町、大蔵町、鎌田町および岡本町。
- 1955年の飛地整理で、鎌田町の内現在砧公園になっている部分は大蔵町に編入された。
- 1971年、住居表示の実施に伴う町域変更で、玉川瀬田町、玉川用賀町、大蔵町および岡本町の各一部を併せ、町名として砧公園が成立する。

## 砧公園の自然
（この節の出典：）
- 本公園が位置する世田谷区周辺の大部分は洪積層の地形である武蔵野台地に属し、標高は30-45 mである。また、本公園南西方を流下する多摩川に沿って成城付近より南東に喜多見、大蔵、瀬田、野毛に至る急崖があり、これにより南西側は低く、北東側が台地となっている。本公園は、この台地の端に位置する。
- 公園の南西側にある低地には、野川、仙川、丸子川等が流れており、南北を流れる谷戸川が公園内を縦断している。谷戸川は緩やかな起伏をもった地形となっている。
- 高木ではケヤキが、低木ではオオムラサキツツジが多い。子供広場のシラカシを除いてほとんどすべて、人工的に植栽された樹木である。極相林はなく、全て人の手の入った二次林であり、落葉樹による構成が多い。外周部を中心に、常緑樹の割合の高い緩衝緑地的な植栽となっている。
- 草本類は、バードサンクチュアリ周辺のヨシ、ガマを中心とした水辺植生、二次林の林床に発生するアズマネザサである。
- 多摩川、野川の崖線の上部に位置している本公園周辺は、緑地や公園も多く、緑被の割合は区部でも高い水準にある。地域内には、農地や樹林、寺社の森、河川沿いの緑地が点在する。この地区は第二種風致地区にも指定されている。

公園内の紹介
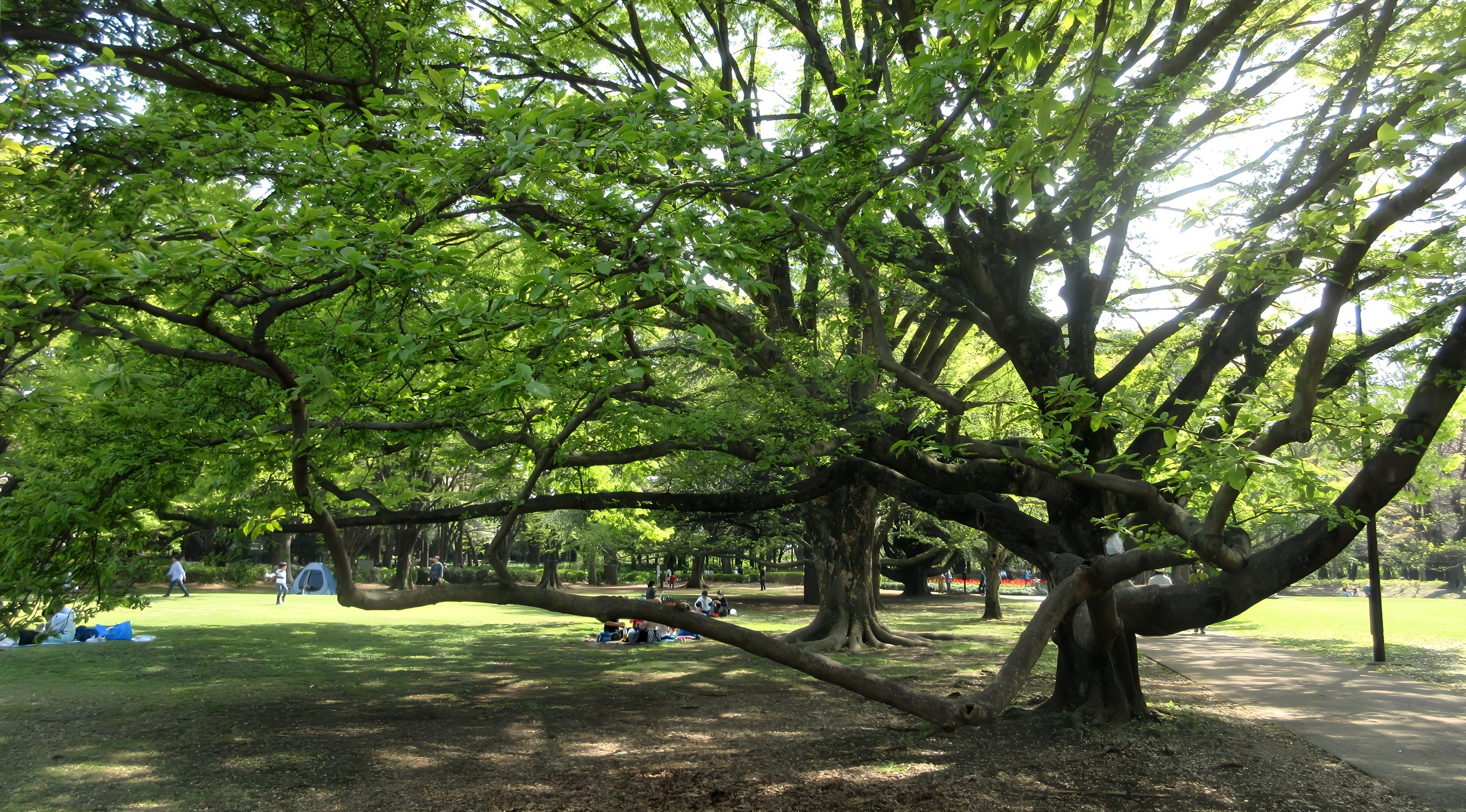
コブシの木(モクレン科)
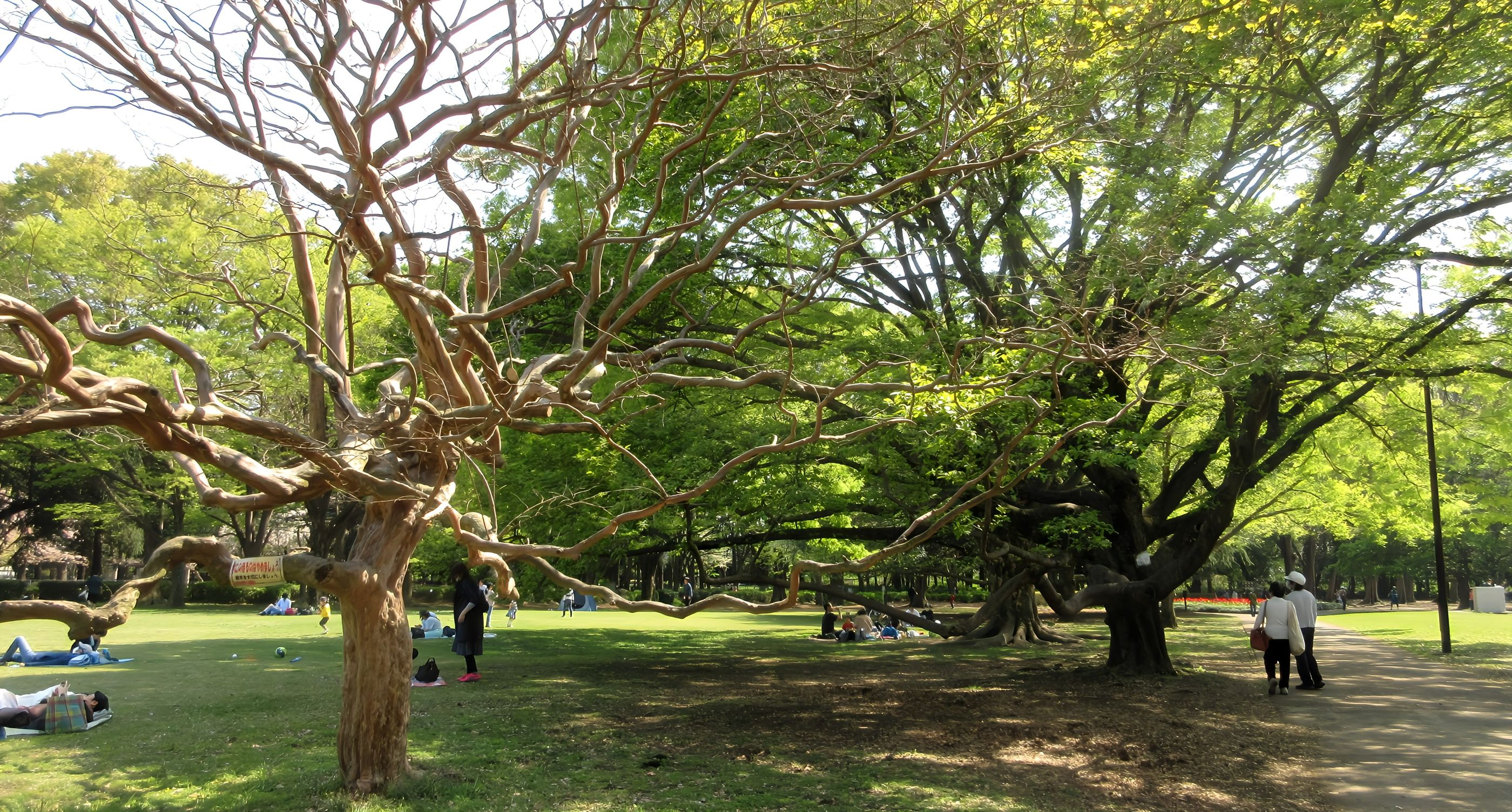
サルスベリの木(左側)
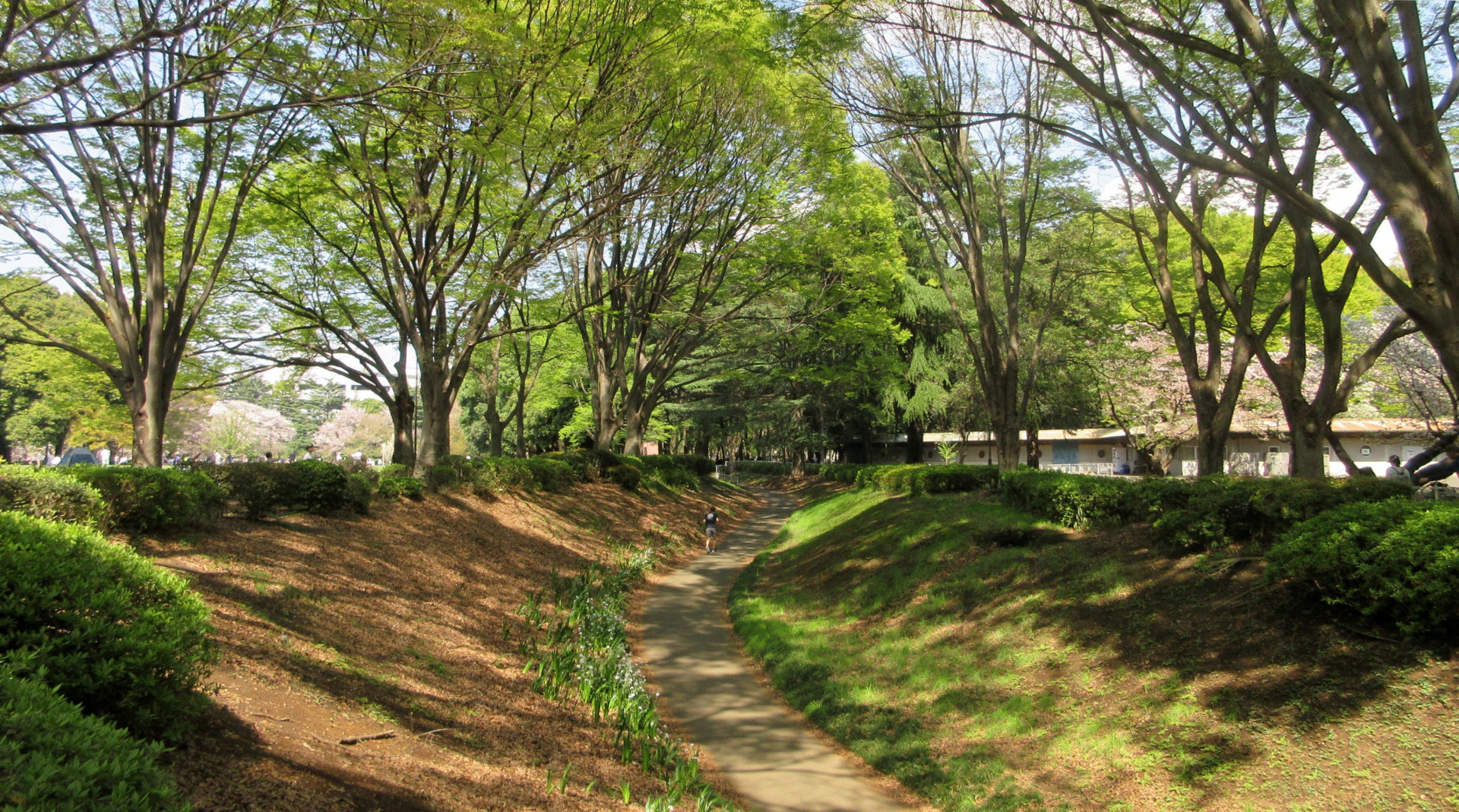
サイクリングコース(歩行者兼用)
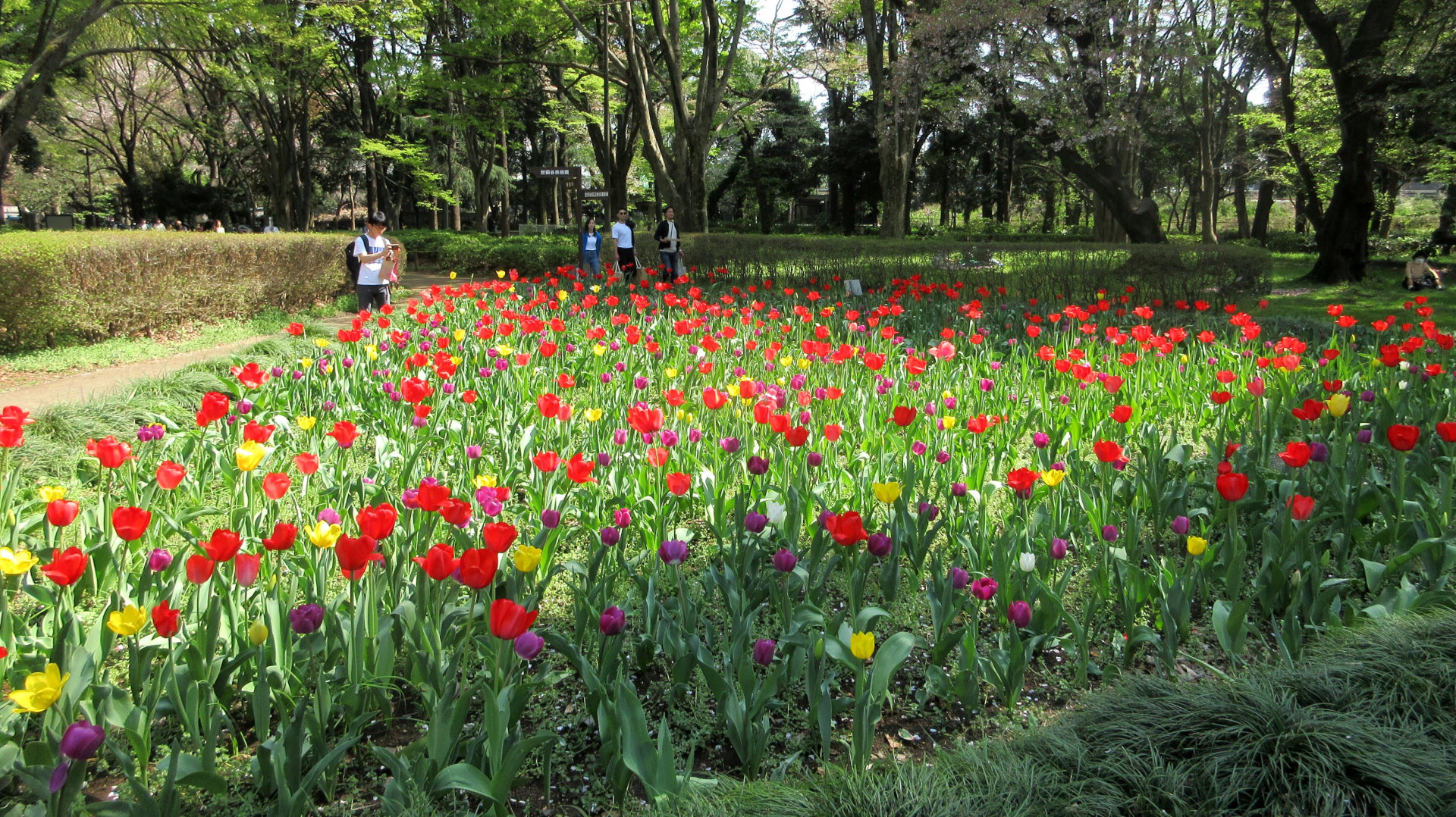
チューリップの園
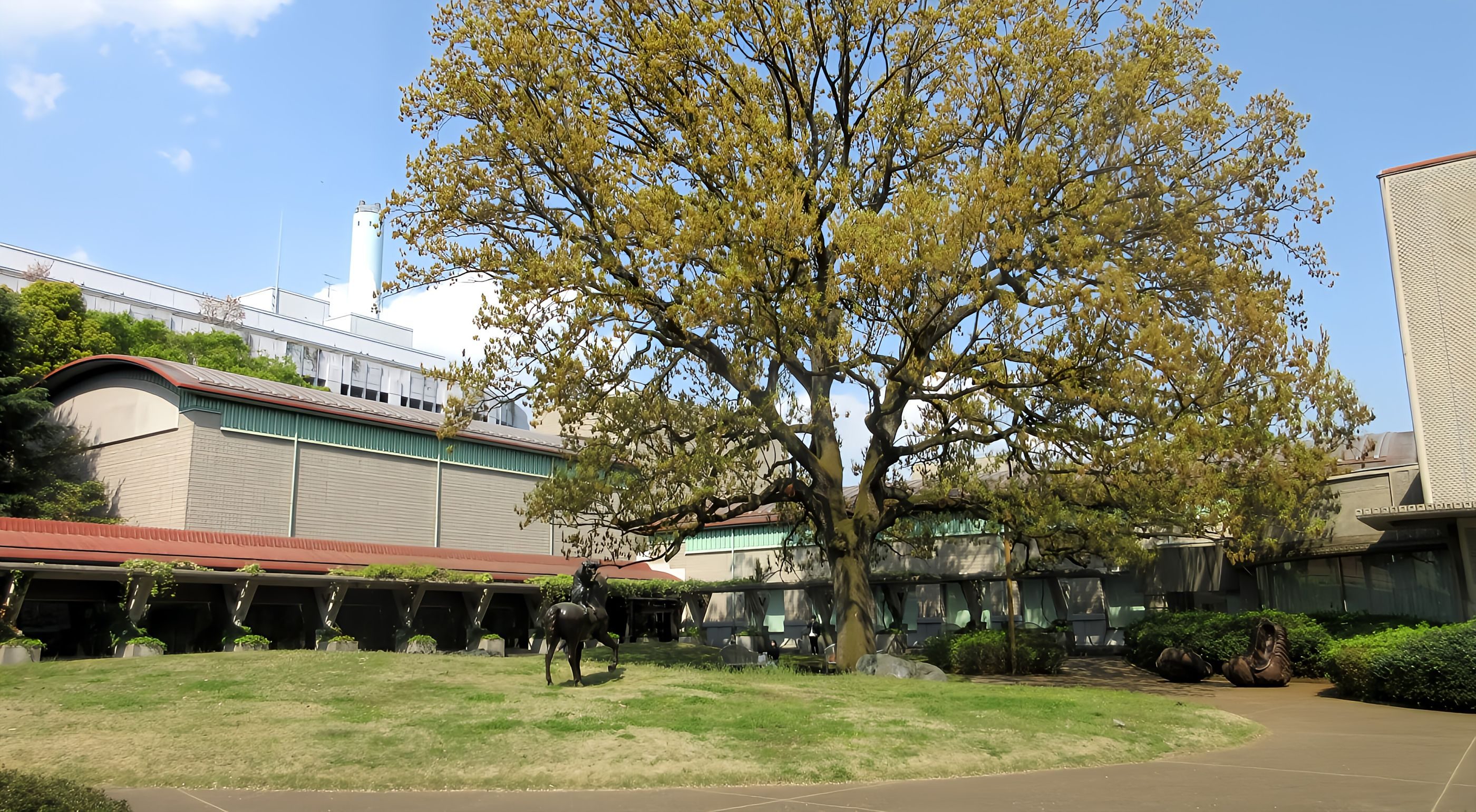
世田谷美術館
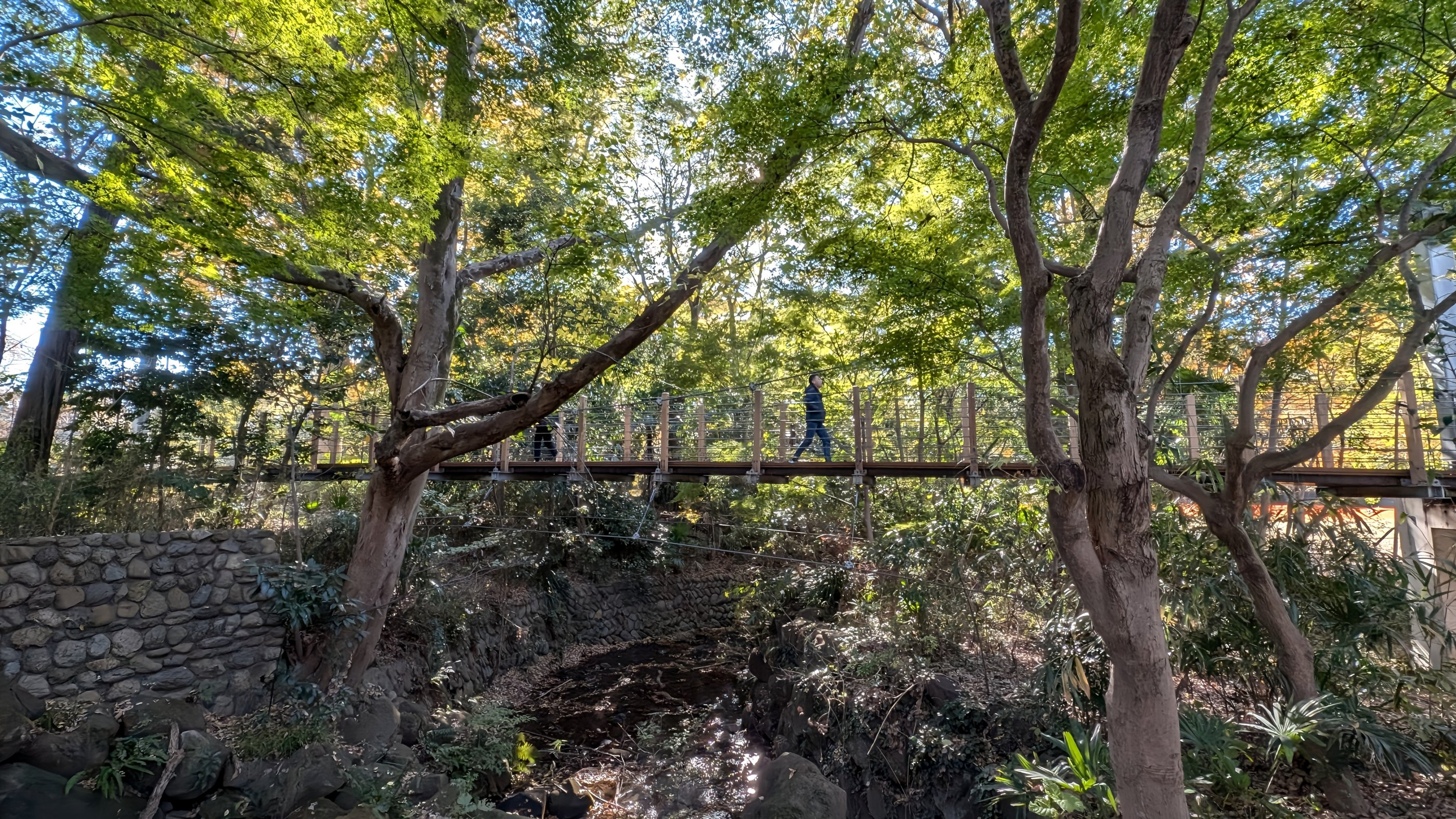
谷戸川と吊り橋
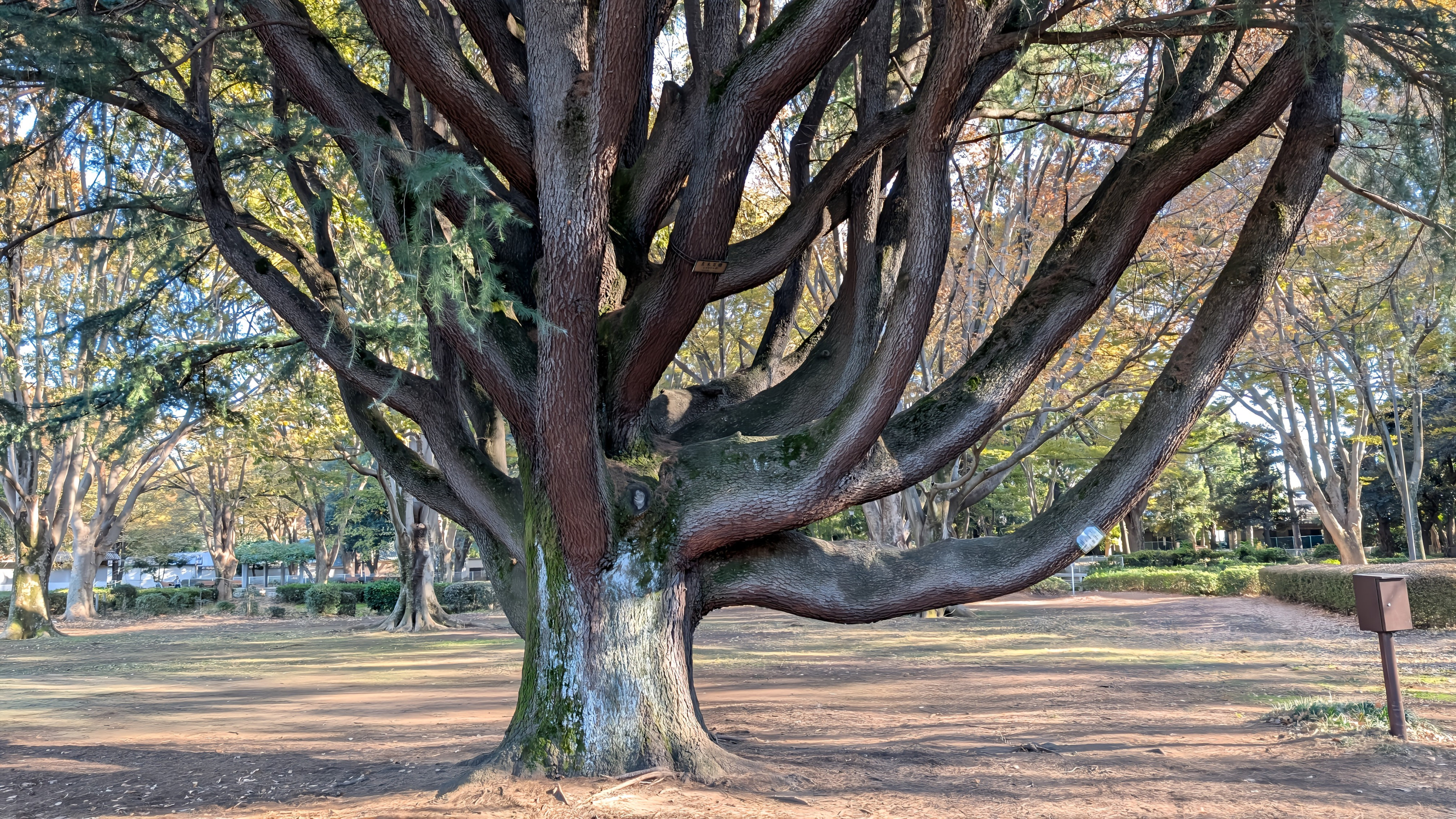
ヒマラヤスギ(世田谷名木百選の認定樹木)

## アクセス

### 鉄道・路線バス
- 東急田園都市線用賀駅から徒歩（用賀プロムナード経由で約1.6 km）、または東急バス用22系統で美術館停留所下車
- 東急田園都市線・東急大井町線二子玉川駅から東急バス玉31系統で区立総合運動場・大蔵第二運動場・星美学園
- 小田急小田原線成城学園前駅から
  - 東急バス玉31系統で星美学園・大蔵第二運動場・区立総合運動場の各停留所下車
  - 東急バス等12系統・用06系統、東急バス・小田急バス狛江営業所渋24系統で砧町停留所下車徒歩。
- 小田急小田原線千歳船橋駅、東急大井町線上野毛駅、東急東横線・東急目黒線田園調布駅から東急バス園01系統で美術館入口停留所、または砧公園緑地入口停留所下車

### 自家用車
世田谷美術館付近に有料駐車場が設置されている。
- 東京都道311号環状八号線（環八通り：公園の東側）
- 大蔵通り（公園の西側）
  - 東京都道3号世田谷町田線（世田谷通り）のNHK放送技術研究所付近から南に下る区道
- 東名高速道路東京IC・首都高速3号渋谷線用賀ランプ
  - いずれの出口も環八通りに接続している。